# Luisa Russo
 (septembre 2019).
Luisa Russo, née le 23 juin 1985 à Palerme (Sicile, Italie) est une dessinatrice italienne de bande dessinée.

## Biographie
Luisa Russo commence sa carrière en Italie chez Star Comics. Elle fait ses débuts en France en 2013 en dessinant et en mettant en couleurs, les deux tomes de Envols aux Éditions du Long Bec sur un scénario de Nicolas Kempf et Roger Seiter. À partir de 2018, elle collabore avec les Éditions du Signe pour l'album Schiltigheim, l'écume des siècles. L'année suivante avec les éditions Clair de lune pour la série Atlantide - Terre engloutie (sur un scénario de Marco Sonseri). Elle travaille aussi avec les États-Unis, en réalisant des couvertures pour Dark Horse Comics et collaboré avec les éditeurs Z2 Comics (Beethoven: the last symphony, 2020) et Mad Cave Studios (Grimm Tales from the cave, 2021).
En 2020, après la fin de la parution des quatre tomes de la série Atlantide, elle dessine deux tomes de Hella et les Hellboyz sur scénario de Kid Toussaint. Le premier album sort en mars 2021 aux éditions Drakoo. Toujours en 2021, elle dessine chez Glénat, le troisième tome de la série Les Géants avec Lylian au scénario. A l'été 2021, elle est actuellement sur un projet pour les éditions Kennes. Elle a également créé, avec le scénariste Kevin Philpott , la bande dessinée Glyn in Monster Land, qui a été financé avec succès sur la plateforme Indiegogo.

## Œuvre
Atlantide - Terre engloutie
- 1 Terre engloutie, Clair de lune, 2019
Scénario : Marco Sonseri - Dessin : Luisa Russo - Couleurs : Ilaria Fella -  (ISBN 978-2-353-25832-1)
- 2 Tome 2, Clair de lune, 2019
Scénario : Marco Sonseri - Dessin : Luisa Russo - Couleurs : Ilaria Fella -  (ISBN 978-2-353-25833-8)
- 3 Tome 3, Clair de lune, 2019
Scénario : Marco Sonseri - Dessin : Luisa Russo - Couleurs : Ilaria Fella -  (ISBN 978-2-353-25856-7)
- 4 Tome 4, Clair de lune, 2020
Scénario : Marco Sonseri - Dessin : Luisa Russo - Couleurs : Ilaria Fella -  (ISBN 978-2-353-25870-3)

Envols
- 1 Envols, Éditions du Long Bec, Biopik, 2013
Scénario : Nicolas Kempf et Roger Seiter - Dessin et couleurs : Luisa Russo -  (ISBN 979-1-09-249904-9)
- 2 Là où vont les rêves , Éditions du Long Bec, Biopik, 2015
Scénario : Nicolas Kempf et Roger Seiter - Dessin et couleurs : Luisa Russo -  (ISBN 979-1-09-249916-2)

Les Géants
- 3 Bora et Leap, Glénat, 2021
Scénario : Lylian - Dessin : Luisa Russo - Couleurs : Lorien -  (ISBN 978-2-344-04071-3)

Hella & les Hellboyz
- 1 Tout droit en enfer, Drakoo, 2021
Scénario : Kid Toussaint - Dessin : Luisa Russo - Couleurs : Aretha Battistutta et Sara Michieli -  (ISBN 978-2-490-73528-0)

Histoires incroyables des Jeux Olympiques
- 1 Histoires incroyables des Jeux Olympiques, Petit à petit, 2019
Scénario, dessin et couleurs : Collectif -  (ISBN 978-2-380-46012-4)

Histoires incroyables du cinéma
- 1 Tome 1, Petit à petit, 2020
Scénario, dessin et couleurs : Collectif -  (ISBN 978-2-380-46047-6)

Schiltigheim, l'écume des siècles
- Schiltigheim, l'écume des siècles , Éditions du Signe, 2018
Scénario : Nicolas Kempf - Dessin : Luisa Russo -  (ISBN 978-2-7468-3615-0)